# تيار لابرادور
تيار لابرادور Labrador current

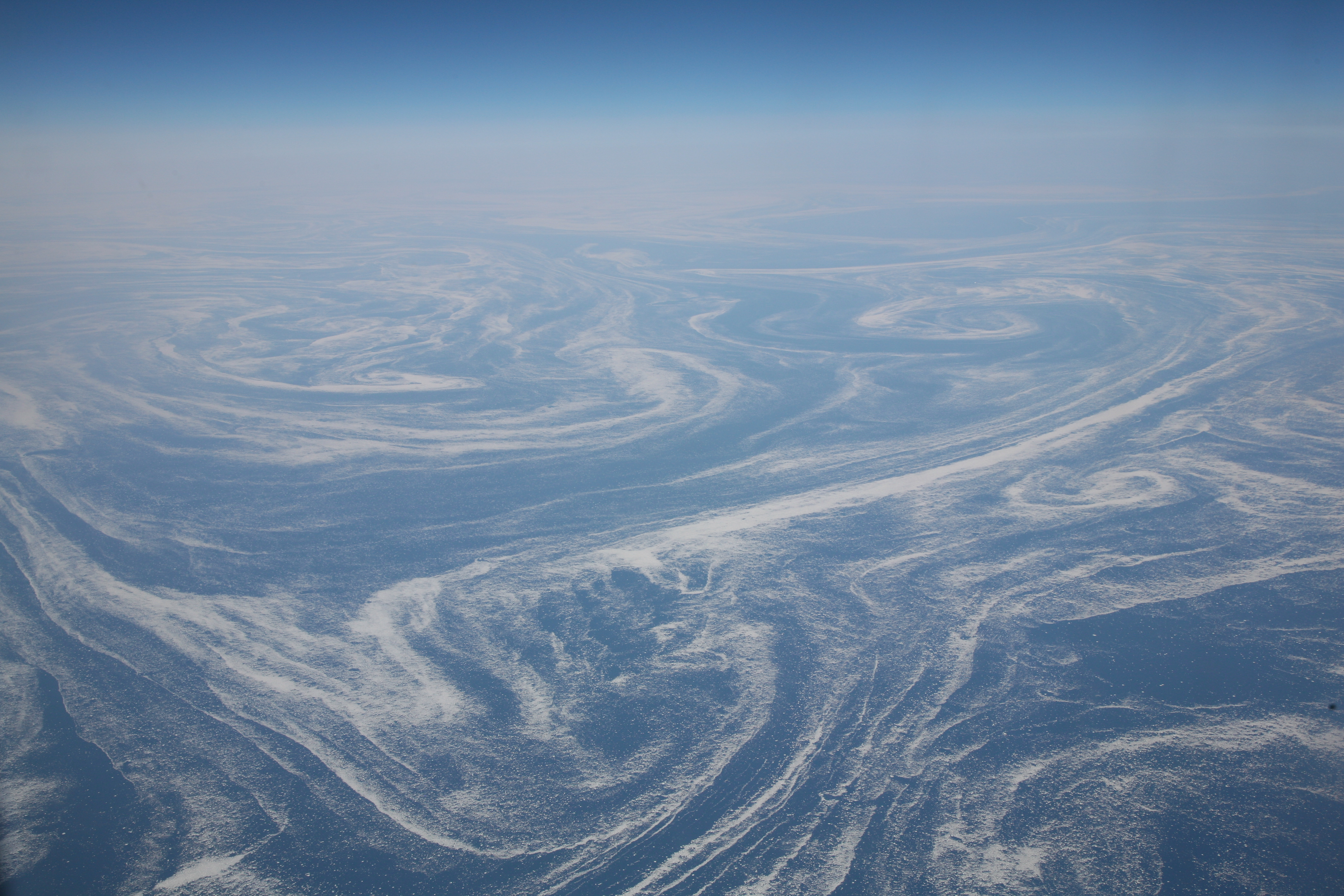

هو تيار مائي محيطي بارد، قادم من غربي جزيرة غرينلاند متجه جنوباً، مار بمحاذاة الساحل الشرقي لشبه جزيرة لابرادور ليتقابل مع تيار الخليج الحار بالقرب من جزيرة نيوفوندلاند.
المصدر: المعجم الجغرافي المناخي